# 方爱农
方爱农（1936年—），男，安徽歙县人，中国数学家，曾任湖南大学数学系系主任、教授，中国数学会理事，中国工业与应用数学学会理事。